# Pseudobalistes flavimarginatus
Espèce
Synonymes
- Pseudobalistes flavomarginatus (Rüppell, 1829)

Baliste à marges jaunes (Pseudobalistes flavimarginatus), Baliste géant ou Baliste ponctué est une espèce de poisson osseux de la famille des Balistidés.

## Description
Pseudobalistes flavimarginatus est un poisson de taille moyenne pouvant atteindre 60 cm de long. Sa silhouette est robuste comme celle du Balistoides viridescens mais il est beaucoup moins agressif que celui-ci. Il est capable de nager très rapidement sur de courtes distances.

## Distribution et habitat
Il fréquente les eaux tropicales de l'océan Indien et de l'océan Pacifique. On le rencontre dans les eaux côtières entre 2 et 50 m de profondeur.